# Welttag gegen Kinderarbeit

Ausmaß der Kinderarbeit

Der Welttag gegen Kinderarbeit (englisch World Day Against Child Labor, kurz: WDACL) wurde im Jahr 2002 von der Internationalen Arbeitsorganisation (ILO), einer Sonderorganisation der Vereinten Nationen (UN), ins Leben gerufen. Der jährlich am 12. Juni begangene internationale Aktionstag soll die weltweite Bewegung gegen Kinderarbeit fördern. Zahlreiche Organisationen – darunter das Kinderhilfswerk der Vereinten Nationen (UNICEF) – wollen an diesem Tag auf die Ausbeutung von weltweit über 200 Millionen Kindern mit der Forderung aufmerksam machen, der Kinderarbeit ein Ende zu bereiten. Der Aktionstag soll die Gefahren und schädlichen Folgen für die körperliche und seelische Gesundheit der Kinder ins Bewusstsein rufen.
Die deutsche Bundesregierung unterstützt den Kampf der ILO gegen Kinderarbeit, indem sie das Internationale Programm zur Beseitigung der Kinderarbeit (IPEC) mit initiierte.

## Kinderarbeit

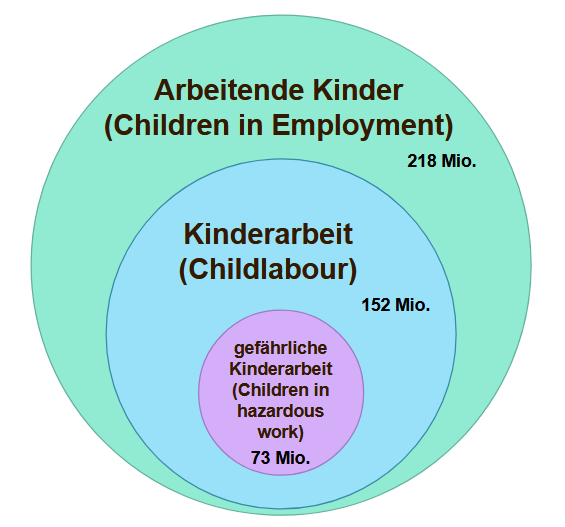
Quelle für die Zahlen: ILO

Unterschieden werden Kinder in Beschäftigungsverhältnissen („Children in Employment“), Kinder in Kinderarbeit („Children in Childlabour“) und Kinder in gefährlichen Arbeitsumständen („Children in hazardous work“). Als Dreh- und Angelpunkt wird Armut angenommen. Sie sei sowohl Ursache als auch Folge, so dass die Kinder in einem Teufelskreis gefangen sind. Armut als Ursache von Kinderarbeit wird in der Regel nicht hinterfragt, sie sei jedoch zugleich Folge davon, dass Kinder arbeiten müssen, anstatt zur Schule zu gehen, so dass sie später nur Hilfsarbeiter oder Tagelöhner werden. Mehr als die Hälfte der betroffenen Kinder sind besonders schweren Formen der Kinderarbeit ausgesetzt wie Zwangsarbeit, Arbeit in gefährlichen Umgebungen, Drogenhandel, Prostitution und Beteiligung an bewaffneten Konflikten.

## Internationale Arbeitsorganisation (ILO)
Die Internationale Arbeitsorganisation (englisch: International Labour Organization, ILO) wurde 1919 gegründet und ist seit Dezember 1946 die erste Sonderorganisation der Vereinten Nationen. Ihre 187 Mitgliedstaaten sind durch Repräsentanten der jeweiligen Regierungen und der Arbeitnehmer- und Arbeitgeberorganisationen der Länder vertreten.

## Die Welttage
Im Juli 2019 erklärte die Generalversammlung der Vereinten Nationen mit der Resolution A/RES/73/327 das Jahr 2021 zum International Year for the Elimination of Child Labour (deutsch Internationales Jahr für die Beseitigung der Kinderarbeit).
Die ILO informiert jährlich zu den Aktionstagen und entwickelte ein spezielles Programm zur Abschaffung der Kinderarbeit. Jedes Jahr steht der Aktionstag unter einem anderen Motto: So standen – jeweils mit Links zu weiterführenden Informationen – unter anderem Kinderhandel (2003), Kinderarbeit in Bergbau und Steinbruch (2005) und jene in der Landwirtschaft (2007) im Fokus, die Aufmerksamkeit wurde auf Kinderarbeit in gefährlichen Umgebungen (2011) und in Lieferketten (2016) gelenkt und ein Schlaglicht auf Kinderarbeit in Konflikten und Katastrophen (2017) geworfen.
2021 stand der Welttag unter dem Motto Act now: end child labour! und wurde in der Woche vom 10. bis 17. Juni begangen (Week of Action). Für 2022 ist eine Weltkonferenz in Südafrika als Gastgeberland geplant. 2025 soll die Kinderarbeit ein Ende haben.
In einer Pressemitteilung vom 12. Juni 2020 berichtete UNICEF, dass die Zahl der arbeitenden Kinder in den vergangenen Jahren zwar um 94 Millionen zurückgegangen sei, doch seien diese Fortschritte durch die COVID-19-Pandemie in Gefahr. Deshalb bestehe das Risiko, dass die Zahlen erstmals seit 20 Jahren wieder steigen könnten. Durch die Pandemie würden mehr Familien in die Armut abrutschen, was noch mehr Kinder in die Kinderarbeit drängen könnte. Auch gebe es Anzeichen, dass Schulschließungen während der Pandemie in zahlreichen Ländern Kinderarbeit fördere. Mehr als eine Milliarde Kinder in 130 Ländern könnten pandemiebedingt nicht zur Schule gehen, so UNICEF. Auch sei zu befürchten, dass sich die Situation von Kindern, die bereits Kinderarbeit leisten, verschlechtern könnte.

## Geschichte

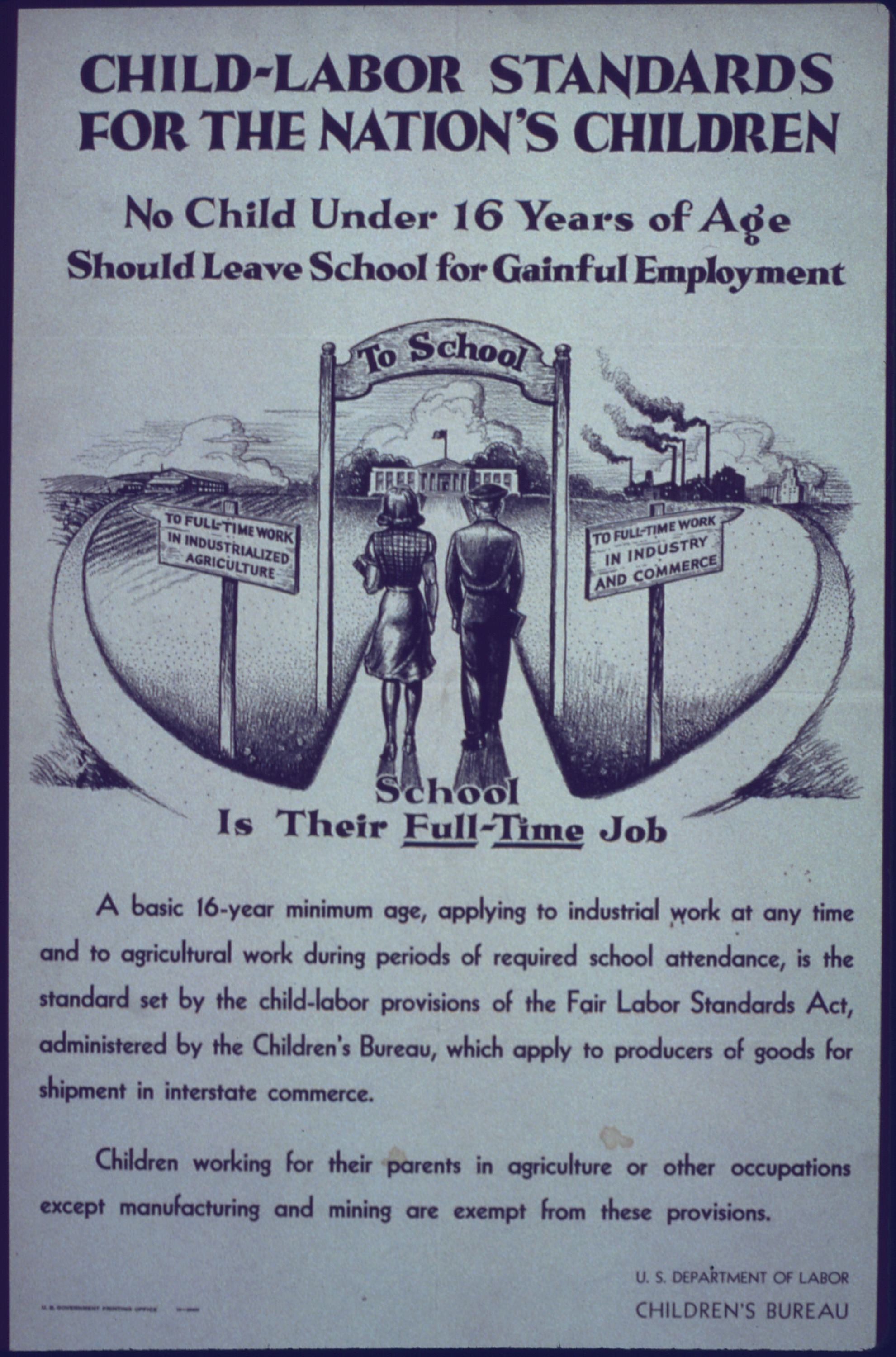

Befördert wurde die Einrichtung des Aktionstages gegen Kinderarbeit durch die Ratifizierung zweier völkerrechtlicher Abkommen (Konventionen), die von der ILO in den Jahren 1976 und 1999 veröffentlicht wurden. Dabei handelt es sich um die 18 Artikel umfassende Convention No. 138, die sich mit dem Mindestalter für arbeitende Kinder befasst, und die 16 Artikel umfassende Convention No. 182, die sich den schlimmsten Auswüchsen der Kinderarbeit widmet.
Im Jahr 2013 rief die ILO unter dem Namen Music Against Child Labour Initiative (MACLI) eine globale Initiative ins Leben, mit der Musiker aller Länder aufgerufen sind, musikalische Beiträge gegen Kinderarbeit zu leisten. Auf einer gesonderten Webseite werden ein musikalischer Wettbewerb ausgeschrieben und die bisher erschienenen Songs vorgestellt.
Die Bundeszentrale für politische Bildung machte im Jahr 2002 mit einem Artikel von Michael Klaus auf die Situation der Kinder in der Welt aufmerksam, veröffentlichte 2009 ein Gespräch mit Barbara Küppers von terre des hommes über Kinderarbeit in der Textilindustrie und richtete 2010 für den Welttag gegen Kinderarbeit eine gesonderte Seite mit weiterführenden Links ein. Im Oktober 2012 legte Nicola Liebert eine Bestandsaufnahme des Kampfes der ILO gegen Kinderarbeit vor. Im Juni 2019 wurde differenziert und unter Beifügung anschaulicher Grafiken über den Welttag berichtet.
Anlässlich des Welttages 2014 erinnerte Ludwig Leisentritt vom Online-Nachrichtenportal inFranken.de an Kinderarbeit in Deutschland. Bereits 1790 habe eine Verordnung des Würzburger Bischofs vor Schäden als Folge zu früher Feldarbeit gewarnt: Für „einen mittelmäßigen Vorteil“ bestünde die Gefahr, „krüppelhafte und abgenutzte Kinder heranzuziehen“, die im Alter „keine Stützen mehr“ wären.
Inzwischen beteiligen sich auch die öffentlich-rechtlichen Rundfunkanstalten daran, auf den Aktionstag aufmerksam zu machen.